# Agrypon elongatum
Agrypon elongatum är en stekelart som beskrevs av Tohru Uchida 1928. Agrypon elongatum ingår i släktet Agrypon och familjen brokparasitsteklar. Inga underarter finns listade i Catalogue of Life.